# Delivering the Goods (film 1924)
Delivering the Goods è un cortometraggio muto del 1924 sceneggiato e diretto da Edward I. Luddy (Edward Ludwig).

## Produzione
Il film fu prodotto dalla Century Film.

## Distribuzione
Distribuito dall'Universal Pictures, il film - un cortometraggio in due bobine - uscì nelle sale cinematografiche USA il 28 maggio 1924.